# 莫爾巴赫河 (貝沃河支流)
51°10′21.65″N 7°23′44.28″E / 51.1726806°N 7.3956333°E
莫爾巴赫河（德語：Moorbach），是德國的河流，位於該國西部，處於北萊茵-威斯特法倫州，屬於貝沃河的右支流，河道全長3.3公里，流域面積2.8平方公里。